# Arachnocephalus dewitzi
Arachnocephalus dewitzi är en insektsart som beskrevs av Henri Saussure 1877. Arachnocephalus dewitzi ingår i släktet Arachnocephalus och familjen Mogoplistidae. Inga underarter finns listade i Catalogue of Life.